# 禁止为军事或任何其他敌对目的使用改变环境的技术的公约
禁止为军事或任何其他敌对目的使用改变环境的技术的公约（英語：Convention on the Prohibition of Military or Any Other Hostile Use of Environmental Modification Techniques），简称环境战公约（英語：Environmental Modification Convention (ENMOD)），是1976年联合国制订的国际公约。公约订于瑞士日内瓦，于1978年10月5日生效，保存人是联合国秘书长。

## 背景
各缔约国从巩固和平的利益出发，希望在制止军备竞赛，在严格有效的国际监督下实现全面彻底裁军和挽救人类免受使用新的战争手段的危险等方面做出贡献；承认科学技术的发展可在改变环境方面开辟新的可能性；认识到为和平目的使用改变环境的技术可改善人类和自然之间的相互关系，并有助于保护改善环境以造福现在一代和今后世世代代；也承认为了军事等目的使用这种技术可以产生对人类福利极为有害的影响；愿意有效禁止为军事等目的使用改变环境的技术
并改善国际局势。各缔约国制订本公约各条款。

## 内容
公约规定缔约国保证不为军事或任何其他敌对目的使用具有广泛、持久或严重影响的改变环境的技术作为摧毁、破坏或伤害任何一个缔约国的手段，并保证不帮助、怂恿或引诱任何国家、集团或国际组织从事违反前述活动。但公约不妨碍为了和平目的而使用改变环境的技术。公约应无限期有效。

### 改变环境的技术
“改变环境的技术”指蓄意操纵自然过程改变地球（包括其生物群、岩石圈、水气层和大气层）或外层空间的动态、组成或结构的技术。